# 大崎町 (広島県)
大崎町（おおさきちょう）は、かつて広島県に存在した町。町域は大崎上島の北西部分を占めていた。
2003年4月1日に同じ大崎上島にあった豊田郡木江町・東野町と合併（新設合併）して豊田郡大崎上島町となり消滅した。

## 地理
- 山
  - 神峰山（標高452.6m）
  - 大畠山（標高330.9m）
  - 落山（標高283m）
  - 王子山（標高245m）
  - 権現山（標高207.0m）
  - 高辻山（標高205m）
  - 南城山（標高144.6m）
  - 本山（標高121.0m）

- 島（大崎上島を除く）
  - 長島

## 沿革
- 1889年4月1日 - 町村制施行により豊田郡大崎中野村が成立する。
- 1917年4月1日 - 大崎中野村から中野村に村名を改称する。
- 1920年1月1日 - 中野村の一部区域（野賀など）が分割され、豊田郡東野村（1964年4月1日町制施行して東野町になる）の一部区域と合体して豊田郡木ノ江町（1943年10月1日木江町に改称）が成立する。
- 1955年3月31日 - 豊田郡の中野村・西野村が合併（新設合併）して、大崎町が成立する。
- 2001年3月24日 芸予地震が発生し、震度6弱の揺れを観測した。
- 2003年4月1日 - 大崎上島にある豊田郡木江・東野両町と合併（新設合併）して、大崎上島町となり消滅する[1]。

## 大字
- 大串（おおくし）
- 中野（なかの）
- 原田（はらだ）

## 交通（2003年3月31日当時のデータ）

### 道路
- 国道
  - 町内は一切通っていない。

- 主要地方道
  - 広島県道65号大崎上島循環線

- 一般県道
  - 広島県道357号大西大西港線

### 港湾
- 大西港…安芸津港（東広島市安芸津町）へのフェリー（安芸津フェリー）が発着する港。大崎町の玄関口。
- 大串港…安芸津フェリーが一日2便だけ寄港していた。

## 教育（2003年3月31日当時のデータ）
- 小学校
  - 大崎町立中野小学校
  - 大崎町立西野小学校

- 中学校
  - 大崎町立大崎中学校

- 高等学校
  - 広島県立大崎海星高等学校（旧：広島県立大崎高等学校）